# Carlo Porro
Carlo Porro (né le 3 octobre 1854 à Milan et mort le 13 avril 1939 à Rome) était un militaire, un géographe et un homme politique italien, un général qui combattit durant la Première Guerre mondiale et fut au ministère de la guerre et ministre d'État sous Mussolini.

## Biographie

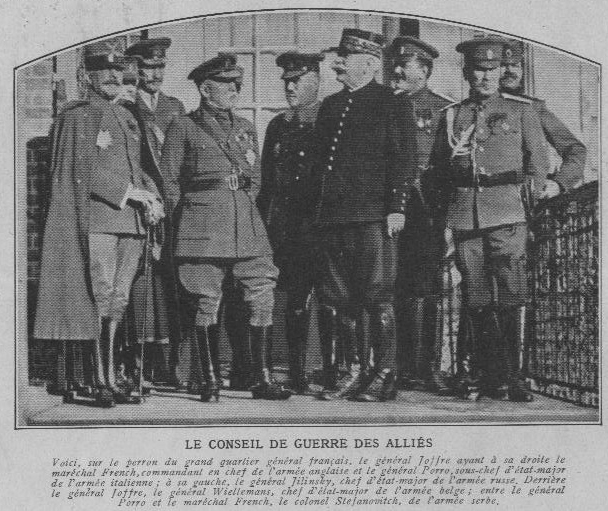
Le général Porro, à gauche, avec John French, Félix Wielemans, Joseph Joffre et le général Jilinski de l'armée russe au Conseil de Guerre des Alliés.

Carlo Porro est un membre d'une famille comtale milanaise ayant comme représentant Luigi Porro Lambertenghi entre autres.
Il fut secrétaire d'État à la Guerre quand il était colonel et devint général en 1911. En 1915, il devint vice-président de la Société géographie d'Italie et ce jusqu'en 1918.
Le 24 mai 1916 il a été nommé sénateur du royaume d'Italie et siégea en place de Luigi Cadorna lors de la conférence de Rapallo. Son rôle politique et militaire était lié à celui de Cadorna et il fut limogé en même temps que lui à cause de la bataille de Caporetto le 8 novembre 1917.
Il fut réintégré avec le grade de général de corps d'armée en 1932 et fut nommé ministre d'État par Mussolini. Il meurt le 13 avril 1939 à Rome.

### Publications
- Terminologia geografica, Turin, Unione tipografico editrice, (1902).
- Guida allo studio della geografia militare, Turin, Unione tipografico editrice, (1903).
- Elenco dei ghiacciai italiani, Italie, Ufficio ideografico del Po, (1925).